# Andrew Fastow
Andrew Stuart Fastow (* 22. Dezember 1961 in Washington, D.C., USA) war von 1998 bis 2001 Chief Financial Officer (CFO) des Energiekonzerns Enron. 

## Verurteilung
2006 wurde er im Zuge des „Enron-Skandals“ wegen Betrugs zu sechs Jahren Gefängnis verurteilt. Seine Rolle in der Pleite von Enron spielt in der Dokumentation The Smartest Guys in the Room, die sich mit dem Enron-Skandal beschäftigt, eine wichtige Rolle.
Fastow wurde Ende 2011 aus dem Gefängnis entlassen. Er begann kurz danach bei einer Anwaltskanzlei in Houston zu arbeiten. Fastow spricht häufig in Universitäten oder großen Unternehmen über Ethik in der Berufswelt.